# Barlow (Oregon)
Barlow az Amerikai Egyesült Államok északnyugati részén, Oregon állam Clackamas megyéjében helyezkedik el. A 2010. évi népszámláláskor 135 lakosa volt. A város területe 0,13 km², melynek 100%-a szárazföld.

## Történet

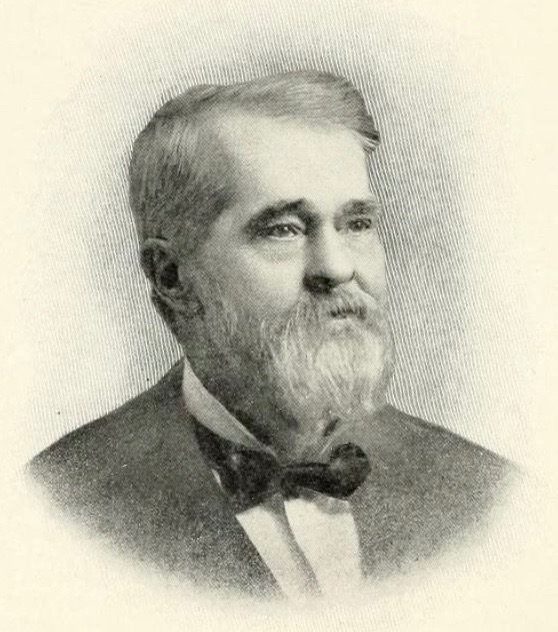
William Barlow

Barlow nevét William Barlow-ról, Samuel K. Barlow, a Barlow Road építtetőjének fiáról kapta. A területet eredetileg Samuel vásárolta meg Thomas McKaytől 1850. szeptember 17-én; később ezt eladta fiának.
1870-re a vasút elérte a várost; a helyi megállót eredetileg Barlowsnak hívták. A Union Pacific Railroad 2003-ban még működött.
Postahivatala 1871. február 7-től 1975. január 3-ig működött.

## Népesség

### 2010
A 2010-es népszámláláskor a városnak 135 lakója, 44 háztartása és 35 családja volt. A népsűrűség 1038,5 fő/km2. A lakóegységek száma 45, sűrűségük 346,2 db/km2. A lakosok 80,7%-a fehér, 0,7%-a afroamerikai, 0,7%-a indián,   14,1%-a egyéb, 3,7%-a pedig kettő vagy több etnikumú. A spanyol vagy latino származásúak aránya 14,8% (14,8% mexikói,   )
A háztartások 36,4%-ában élt 18 évnél fiatalabb. 61,4% házas, 11,4% egyedülálló nő, 6,8% egyedülálló férfi, 20,5% pedig nem család. 20,5% egyedül élt; 11,4%-uk 65 éves vagy idősebb. Egy háztartásban átlagosan 3,07 személy élt; a családok átlagmérete 3,43 fő.
A medián életkor 38,4 év volt. A város lakóinak 29,6%-a 18 évesnél fiatalabb, 8,1% 18 és 24 év közötti, 23%-uk 25 és 44 év közötti, 26,7%-uk 45 és 64 év közötti, 12,6%-uk pedig 65 éves vagy idősebb. A lakosok 48,9%-a férfi, 51,1%-a pedig nő.

### 2000
A 2000-es népszámláláskor  a városnak 140 lakója, 40 háztartása és 33 családja volt. A népsűrűség 1076,9 fő/km2. A lakóegységek száma 45, sűrűségük 346,2 db/km2. A lakosok 90,71%-a fehér,   0,71%-a ázsiai,  3,57%-a egyéb-, 5%-a pedig kettő vagy több etnikumú. A spanyol vagy latino származásúak aránya 9,29% (9,29% mexikói,   )
A háztartások 47,5%-ában élt 18 évnél fiatalabb. 77,5% házas, 5% egyedülálló nő; 17,5% pedig nem család. 12,5% egyedül élt; 7,5%-uk 65 éves vagy idősebb. Egy háztartásban átlagosan 3,5 személy élt; a családok átlagmérete 3,78 fő.
A város lakóinak 32,9%-a 18 évesnél fiatalabb, 8,6% 18 és 24 év közötti, 28,6%-uk 25 és 44 év közötti, 19,3%-uk 45 és 64 év közötti, 10,7%-uk pedig 65 éves vagy idősebb. A medián életkor 34 év volt. Minden 100 nőre 97,2 férfi jut; a 18 évnél idősebb nőknél ez az arány 104,3.
A háztartások medián bevétele 41 250 amerikai dollár, ez az érték családoknál $46 250. A férfiak medián keresete $35 156, míg a nőké $37 917. A város egy főre jutó bevétele (PCI) $14 431. A családok 5,4%-a, a teljes népesség 3,5%-a élt létminimum alatt; a 18 év alattiaknál ez a szám 7,9%, a 65 évnél idősebbeknél pedig %.

## Fordítás
Ez a szócikk részben vagy egészben  a   Barlow, Oregon című angol Wikipédia-szócikk ezen változatának fordításán alapul.  Az eredeti cikk szerkesztőit annak laptörténete sorolja fel. Ez a jelzés csupán a megfogalmazás eredetét és a szerzői jogokat jelzi, nem szolgál a cikkben szereplő információk forrásmegjelöléseként.